# Бунархисар
Бунархисар или Бунар хисар (на турски: Pınarhisar, Пънархисар) е град в Източна Тракия, Турция, околийски център във вилает Лозенград (Къркларели).

## География
Градът се намира в южното подножие на Странджа, на 28 километра югоизточно от вилаетския център Лозенград (Къркларели) и на 31 североизточно от Люлебургас.

## История
В XIX век Бунархисар е предимно българско градче, център на кааза в Одринския вилает на Османската империя. Според „Етнография на вилаетите Адрианопол, Монастир и Салоника“, издадена в Константинопол в 1878 година и отразяваща статистиката на населението от 1873 Бунар хисар (Bounar Hissar) има 497 домакинства и 1945 жители българи, 230 мюсюлмани и 210 гърци.
В 1899 година учителят Христо Настев основава в Бунархисар комитет на ВМОРО, в който влизат Костадин Боруджиев и Георги Кехайов.
Според статистиката на професор Любомир Милетич в 1912 година в града живеят 500 български екзархийски, 40 български патриаршистки и 100 гръцки семейства.
При избухването на Балканската война в 1912 година 25 души от Бунархисар са доброволци в Македоно-одринското опълчение. По време на войната в Люлебургаско-Бунархисарската операция българската армия нанася тежко поражение на османските сили.
Българското население на Бунархисар се изселва след Междусъюзническата война в 1913 година. 150 семейства са настанени в Ахтопол, 100 – в Айтос, 57 – в Лъджакьой, 23 – в Саръ Муса, както и на други места.

## Личности
Родени в Бунархисар
- Аристидис Янопулос (1887 – 1907), гръцки андартски деец
- Атанас Велков Вълков, деец на ВМОРО, на 19 април 1943 година, като жител на Горен Близнак, Варненско, подава молба за българска народна пенсия, която е одобрена и пенсията е отпусната от Министерския съвет на Царство България[6]
- Василка Панайотова Шивачева, с псевдоним Васильото, деятелка на ВМОРО[7][8]
- Велко Стоянов Цветков (1873 – след 1943), български революционер, деец на ВМОРО
- Георги Боруджиев (1880 – ?), български революционер, деец на ВМОРО
- Георги Димитров Казаков (1876 – след 1943), български революционер[9]
- Георги Кехайов, български революционер, деец на ВМОРО
- Димитър Вълчев, български свещеник, просветен деец и революционер, служил в бунархисарската цьрква „Свети Георги”[10]
- Димитър Казаков, български общественик, секретар на Бунархисарската българска община[9]
- Димитър Панайотов Димитров (р. 1922) – български генерал-лейтенант, началник на щаба на Ракетните войски и артилерията на българската армия 1959 – 1960, заместник-командващ ПВО и ВВС
- Димитър Станев, български свещеник и революционер, служил в бунархисарската църква „Свети Георги”, осъден на 5 години заточение[11]
- Димо Хрисчев, деец на ВМОРО, четник на Михаил Даев[12]
- Иван Казаков (1861 – 1948), български свещеник и революционер
- Иван Каиков (1874 – 1965), български революционер, деец на ВМОРО
- Костадин Боруджиев, български революционер, деец на ВМОРО
- Мария Атанасова, учителка, деятелка на ВМОРО[13]
- Наньо Каика (Казака), деец на ВМОРО, куриер[14][15]
- Недялко Колушев (1870 – 1925), български дипломат
- Никола Кълпов, деец на ВМОРО, четник на Михаил Даев[12]
- Пейо Сачлията, куриер на ВМОРО[16]
- Ральо Стияниоглу, куриер на ВМОРО[17]
- Станко Николов, български свещеник и революционер, служил в бунархисарската църква „Свети Георги”[18]
- Ставре Янев Тонев (1870 – след 1943), деец на ВМОРО, участник в Конгреса при Петрова нива,[19] четник на Тодор Шишманов, участник в Илинденско-Преображенското въстание в 1903 година с четата на Георги Тенев[20]
- Станчо Попдимитров (1884 – ?), участник в Илинденско-Преображенското въстание в Одринско с четата на Кръстьо Българията[21]
- Стоян Иванов, български свещеник и революционер, служил в бунархисарската цьрква „Свети Георги”, осъден на 5 години заточение[22]
- Тодор Станев (1867 – ?), македоно-одрински опълченец, родом от Бунархисар, жител на Бейджи оглу, Продоволствен транспорт на МОО[23]
- Тодор Стоянов Камбуров (1906 – ?), деец на Съюза на тракийските дружества[24]
- Тодор Янев (1868 – ?), деец на ВМОРО, участник в Илинденско-Преображенското въстание в 1903 година с четата на Георги Тенев[20]
- Тодор Футакиев Николов (14 юни 1895 – ?), интербригадист[25]
- Фердинанд Аврамов Катъров (2 февруари 1913 – ?), завършил в 1942 година право в Софийския университет[26]
- Христо Ставрев (1876 – ?), македоно-одрински опълченец, родом от Бунархисар, жител на Бейджи оглу, Продоволствен транспорт на МОО[27]

Починали в Бунархисар
- Александър Хадживасилев, български военен деец, подпоручик, загинал през Балканската война[28]
- Александър Витанов Иванов, български военен деец, поручик, загинал през Балканската война[29]
- Беню Иванчев, български военен деец, подпоручик, загинал през Балканската война[30]
- Богдан Янков Аврамов, български военен деец, подпоручик, загинал през Балканската война[31]
- Господин Гочов Славов, български военен деец, поручик, загинал през Балканската война[32]
- Иван Тодоров Пиронков, български военен деец, подпоручик, загинал през Балканската война[33]
- Киро Киров Димитров, български военен деец, майор, загинал през Балканската война[34]
- Минчо Колев Попов, български военен деец, подпоручик, загинал през Балканската война[35]
- Пантелей Христов Велчев, български военен деец, подпоручик, загинал през Балканската война[36]
- Петър Петров Тонев, български военен деец, подпоручик, загинал през Балканската война[37]
- Ради Тодоров Кръстев, български военен деец, подпоручик, загинал през Балканската война[38]
- Христо Костов Раков, български военен деец, майор, загинал през Балканската война[39]
- Христо Хараламбиев, български военен деец, подпоручик, загинал през Балканската война[40]

Свързани с Бунархисар
- Мария Атанасова, учителка в Бунархисар, деятелка на ВМОРО[13]